# Madonna delle Ombre
La Madonna delle Ombre è un affresco con aggiunte a tempera di Beato Angelico nel convento di San Marco, situato al primo piano, lungo il corridoio est, tra le celle 25 e 26. L'opera, che misura 195x273 cm, è di datazione incerta, che oscilla tra gli anni 1440 e il periodo dopo il ritorno dal soggiorno romano, dopo il 1450. Si tratta di un'opera sperimentale, che deve il suo nome agli effetti di luce e ombra, studiati a partire dalla reale fonte di luce in fondo al corridoio.

## Descrizione e stile
La Madonna delle Ombre è una Sacra Conversazione, che vede la Madonna col bambino in trono, circondata da due gruppi simmetrici di santi, per un totale di otto, che sono disposti con scioltezza nello spazio e rimandano tra l'uno e l'altro con gesti e sguardi, come se stessero appunto conversando. La Madonna è posta su un trono rialzato di un gradino e incorniciato da una nicchia dorata sulla parete. I santi che sono rappresentati sono strettamente legati ai Medici e all'ordine Domenicano, per cui è ragionevole pensare a una commissione diretta da parte di Cosimo il Vecchio.
Da sinistra si incontrano:
- San Domenico di Guzman, fondatore dei Domenicani, con l'abito domenicano, la stella rossa sulla testa, il giglio e un libro aperto dove si legge: «Caritatem habete, humilitatem servate, paupertatem voluntariam possidete. Maledictionem Dei et meam imprecor possessiones inducentibus in hoc ordine» («Abbiate la carità, conservate l'umiltà, possedete la povertà volontaria. Invoco la maledizione di Dio e la mia su quelli che, in questo ordine, inducono a possedere beni materiali»).
- I santi Cosma e Damiano, protettori dei Medici in generale e di Cosimo in particolare, riconoscibili per l'abbigliamento col berretto, per la palma del martirio in mano e per il contenitore dorato, forse contenente gli strumenti del mestiere;
- San Marco evangelista, titolare della chiesa, riconoscibile per la penna e un libro, con l'inizio del suo Vangelo, e per il colore dell'abbigliamento (verde);
- San Giovanni evangelista, protettore di Giovanni di Bicci, padre di Cosimo, riconoscibile per la penna e il Vangelo (su cui non si legge nulla) e per il colore dell'abbigliamento (rosa);
- San Tommaso d'Aquino, domenicano, riconoscibile per la stella dorata appuntata sul petto;
- San Lorenzo, protettore di Lorenzo il Vecchio, fratello di Cosimo, riconoscibile per la graticola, la palma del martirio e la dalmatica
- San Pietro Martire, domenicano, protettore di Piero il Gottoso, figlio di Cosimo, riconoscibile per la palma del martirio e la ferita sanguinante sulla testa.

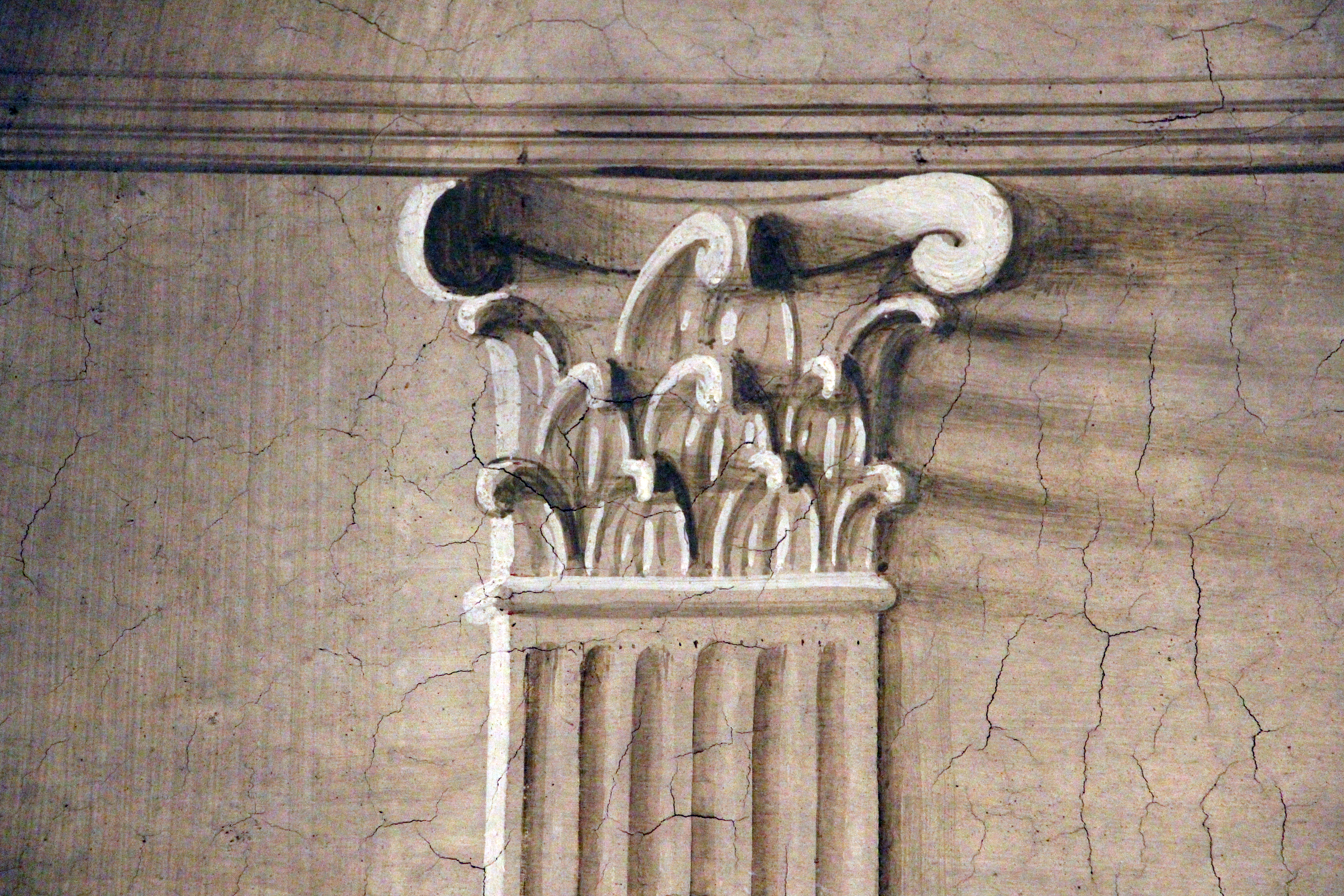
Dettaglio delle ombre dei capitelli

L'aspetto più importante dell'affresco è lo studio sulla luce, che pervade l'intera rappresentazione rendendo con efficacia sia i colori, armoniosamente accordati, che le ombre, per definire i volumi, che gli effetti di lustro nelle dorature delle aureole e della nicchia. Ma l'elemento più straordinario è l'ombra che i capitelli delle paraste proiettano sul muro, che sono lunghe e sottili, in accordo con la fonte luminosa naturale del corridoio, che è la finestra in fondo ad esso, sul lato sud. Negli occhi dei santi di destra inoltre si nota il riflesso della finestra. Tali ricerche vennero inaugurate dall'Angelico ma non portate a compimento fino in fondo: non sono presenti infatti le ombre dei santi, che avrebbero dovuto produrre un effetto di taglio simile, e qualche incertezza si riscontra anche nella collocazione al suolo delle figure, come nei piedi di san Marco, probabilmente a causa dell'utilizzo di allievi, ben documentato in quel periodo.
Per ottenere questi originali effetti di luce l'Angelico fece un ampio ricorso alla tempera, che permetteva di restituire maggiormente gli effetti del variare della luce. In questo senso si può ipotizzare un avvicinarsi del pittore alla sensibilità luministica fiamminga, anche se per l'Angelico la luce era essenzialmente il mezzo per ottenere immagini nitide e chiare, in accordo con la destinazione monastica del ciclo affrescato.